# Yandroth
Yandroth est un super-vilain créé par Marvel Comics. Il est apparu pour la première fois dans Strange Tales #164, en 1968.

## Biographie du personnage
Yandroth est un alien, dictateur de la planète Yann. En tant que Scientifique Suprême (Scientist Supreme), il apprit de nombreux secrets de l'Univers, créa de formidables inventions et découvrit d'autres dimensions.
Un jour, une humaine nommée Victoria apparut dans sa dimension, exilée magiquement par les ennemis du Docteur Strange. Yandroth voulut en faire sa compagne mais Strange la retrouva. Yandroth envoya Voltorr le tuer mais ce dernier échoua. Yandroth en profita pour fuir avec sa captive vers la Terre, puis vers la Dimension des Rêves. Strange réussit à le battre et ce dernier fut condamné à tomber éternellement.
Il échoua en fait dans une autre dimension, où il découvrit les arts occultes. Il se servit de ses connaissances pour allier technologie et magie, et créa l'Omegatron, dans le but de se venger de Strange et détruire la Terre.

## Pouvoirs et capacités
- Yandroth est un scientifique et inventeur de génie. Il a développé des robots de combat et de nombreuses machines aux effets divers (laser, manipulation de la gravité, portail dimensionnel, champ de force, projection psionique...).
- Il connait aussi les arts occultes et demeure un magicien capable de grands exploits